# Медерих
Медерих (на немски: Mederich; † сл. 357) е крал на алеманите с брат си Кнодомар през 4 век.
Медерих е дълго време в Галия, където приема древногръцкото тайнствено учение. Затова той преименува своя син Агенарих на Серапио на името на елино-египетския бог Серапис.